# Cork Hibernians FC
El Cork Hibernians F.C. va ser un antic club de futbol irlandès de la ciutat de Cork.

## Història
El Cork Hibernians va ser fundat l'any 1957. S'uní a la lliga irlandesa després de l'expulsió d'un altre club de la ciutat, el Cork Athletic F.C.. El club ja existia abans de ser membre de la lliga amb el nom de AOH (Ancient Order of Hibernians). Era un club estrictament amateur, cosa que li impedia ser escollit per a la màxima competició del país, però finalment fou encoratjat per crear un club professional, i com a resultat nasqué el Cork Hibernians Football Club.
Cork Hibernians tenia la seu a Flower Lodge i durant molts anys mantingué forta rivalitat amb l'altre equip de la ciutat, el Evergreen United F.C./Cork Celtic F.C.. El club desaparegué el 1977 a causa de problemes econòmics, essent reemplaçat per l'Albert Rovers F.C., de la mateixa ciutat.

## Palmarès
- Lliga irlandesa de futbol: 1
  - 1971
- Copa irlandesa de futbol: 2
  - 1972, 1973
- Blaxnit Cup: 1
  - 1972
- Dublin City Cup: 3
  - 1965, 1971, 1973
- League of Ireland Shield: 2
  - 1970, 1973,
- Munster Senior Cup: 7
  - 1961, 1965, 1968, 1969, 1970, 1971, 1973, 1975

## Cork Hibernians F.C. a Europa
| Jugats | Guanyats | Empatats | Perduts | Gols a favor | Gols en contra |
| ------ | -------- | -------- | ------- | ------------ | -------------- |
| 10     | 2        | 1        | 7       | 9            | 21             |

| Temporada | Competició      | País                        | Equip                    |
| --------- | --------------- | --------------------------- | ------------------------ |
| 1970-71   | Copa de la UEFA | País Valencià               | València CF              |
| 1971-72   | Copa d'Europa   | Federal Republic of Germany | Borussia Mönchengladbach |
| 1972-73   | Recopa d'Europa | Cyprus                      | Pezoporikos              |
| 1972-73   | Recopa d'Europa | Federal Republic of Germany | Schalke 04               |
| 1973-74   | Recopa d'Europa | Czechoslovakia              | Baník Ostrava            |

## Posicions finals a la lliga
| Temporada | Posició |
| --------- | ------- |
| 1975/76   | 5è      |
| 1974/75   | 4t      |
| 1973/74   | 3r      |
| 1972/73   | 4t      |
| 1971/72   | 2n      |
| 1970/71   | 1r      |
| 1969/70   | 3r      |
| 1968/69   | 3r      |
| 1967/68   | 10è     |
| 1966/67   | 9è      |
| 1965/66   | 4t      |
| 1964/65   | 4t      |
| 1963/64   | 6è      |
| 1962/63   | 6è      |
| 1961/62   | 5è      |
| 1960/61   | 9è      |
| 1959/60   | 6è      |
| 1958/59   | 10è     |
| 1957/58   | 12è     |

## Entrenadors
| - George Lax 1957-59 - John McGowan 1959-61 - Tommy Moroney 1961-64 - George O'Sullivan 1963-64 - John Maloney 1965-66 | - Amby Fogarty 1967-69 - Austin Noonan 1969-70 - Dave Bacuzzi 1970-74 - Austin Noonan 1974-76 |

## Jugadors destacats
- Miah Dennehy
- Tommy Eglington
- Dave Bacuzzi
- Rodney Marsh